# Paspalum procurrens
Paspalum procurrens är en gräsart som beskrevs av Quarín. Paspalum procurrens ingår i släktet tvillinghirser, och familjen gräs. Inga underarter finns listade i Catalogue of Life.